# Lutosław
Lutosław, Lutsław, Lucsław – staropolskie imię męskie, złożone z członów Luto- ("srogi, okrutny, dziki", por. luty) i -sław ("sława"). Znaczenie imienia: "słynący ze srogości". Zdrobniale Lutek.
Lutosław imieniny obchodzi 26 października.